# NGC 6627
NGC 6627 (również PGC 61792 lub UGC 11212) – galaktyka spiralna z poprzeczką (SBb), znajdująca się w gwiazdozbiorze Herkulesa. Odkrył ją Albert Marth 13 lipca 1863 roku.
W galaktyce tej zaobserwowano supernową SN 1998V.